# Aéro-Club de France
Aéro-Club de France je celosvětová instituce zabývající se různými aspekty letectví. Byla založena v roce 1898 a je nejstarší institucí svého druhu na světě.
V AeCF jsou zastoupeni akademici, výrobci produktů, poskytovatelé služeb a další globální profesionálové v oblasti civilního a vojenského letectví. Sídlo organizace je v Paříži.